# Harris Tweed

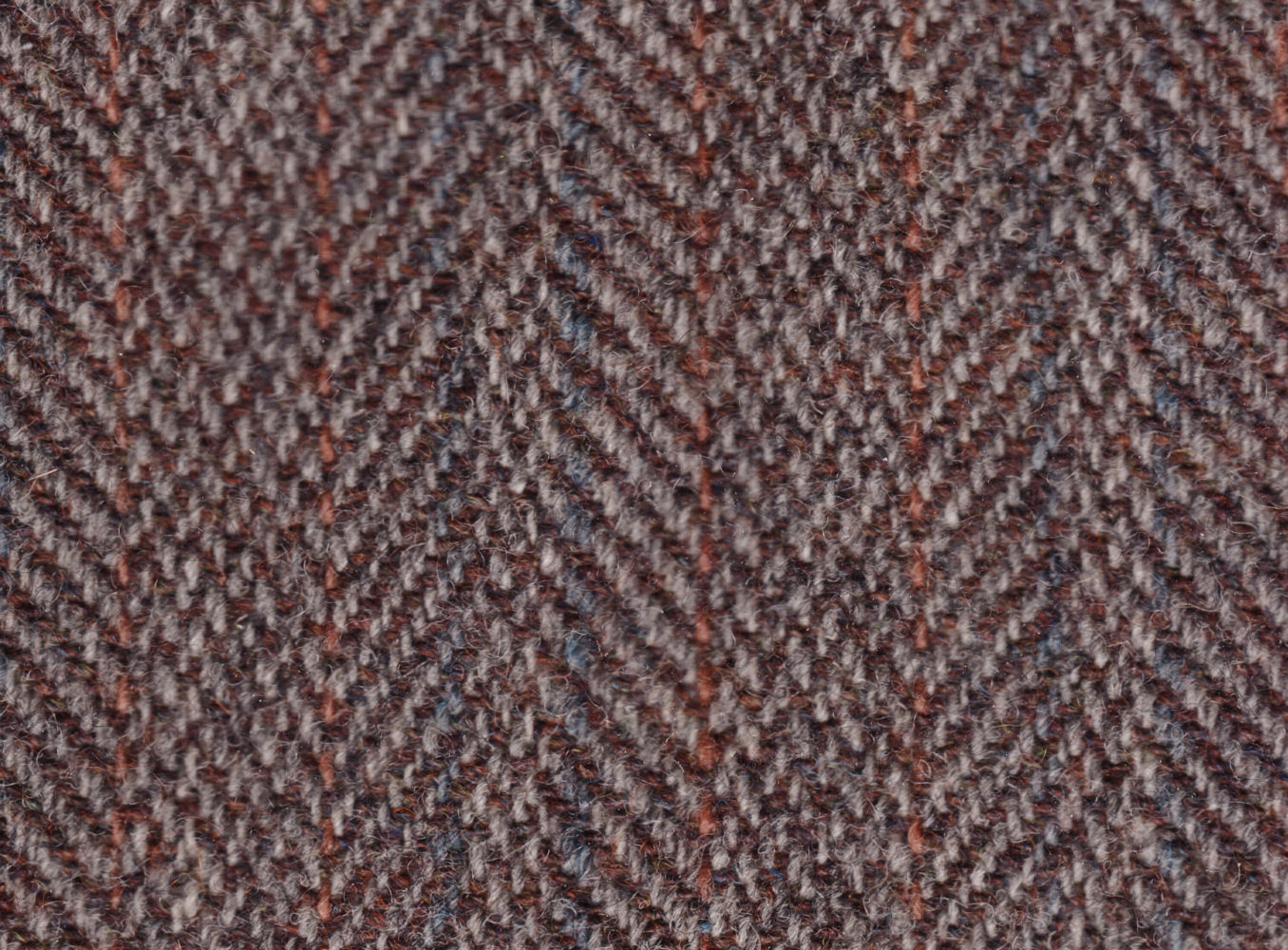
Harris Tweed à chevrons, milieu du XXe siècle.

Harris Tweed désigne un tweed qui a été tissé et fini à la main par des insulaires chez eux dans les Hébrides extérieures (notamment des Harris qui lui ont donné son nom) à partir de pure laine vierge teintée et filée dans ces mêmes Hébrides extérieures. Pour être admissible, ce dernier doit posséder des caractéristiques supplémentaires en vertu des règlements en vigueur et des dispositions de l'annexe 1 de la loi de 1938.

## Harris Tweed aujourd'hui

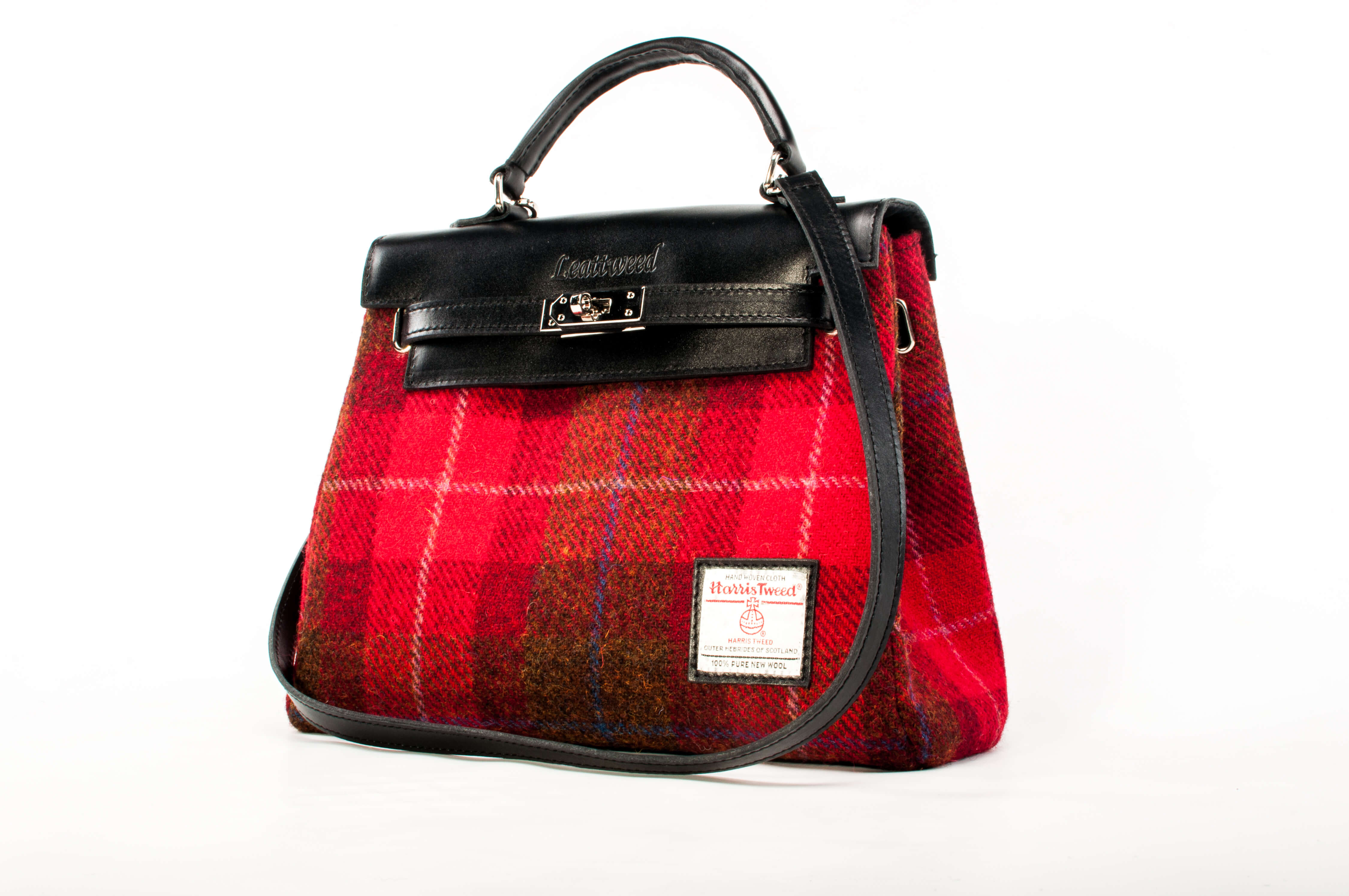
Sac à main en Harris Tweed

En 2012, les tisserands et les filatures de l’industrie du Harris Tweed ont produit un million de mètres de tissu, contre cinq cent mille mètres en 2009. Il s’agit du plus haut niveau de production de tissu Harris Tweed sur une rétrospective de quinze années.